# Липка Федір Филимонович
Федір Филимонович Липка (1917, село Кордишів, тепер Шумського району Тернопільської області — ?) — український радянський діяч, голова виконкому Кордишівської сільської ради Шумського району Тернопільської області. Депутат Верховної Ради СРСР 3—4-го скликань.

## Життєпис
Служив у Червоній армії, учасник німецько-радянської війни.
Член ВКП(б).
На 1950 рік — голова виконавчого комітету Кордишівської сільської ради Шумського району Тернопільської області.
На 1954 рік — слухач трьохрічної партійної школи при ЦК КПУ.
Потім працював головою колгоспу села Кордишів Шумського району Тернопільської області.
Потім — на пенсії.

## Нагороди
- орден Вітчизняної війни ІІ ст. (6.04.1985)
- ордени
- медалі